# Юуън
Юуън (на китайски: 宇文; на пинин: Yǔwén) е сиенбейски род, управлявал през III-IV век народа кумоси в южна Манджурия.
Юуън извеждат произхода си от един от последните шанюи на южните хунну, но през III век са до голяма степен асимилирани от сиенбей. През 207 година те оглавяват народа кумоси, потомци на разгромените от сиенбей ухуан. През следващите десетилетия враждуват със съперничещия сиенбейски род Мужун и през 344 година са разгромени от тях. Въпреки това потомци на рода продължават да играят важна роля в историята на киданите и Китай през следващите столетия, като през VI век основават държавата Северна Джоу.